# Quartet de corda núm. 2 (Szymanowski)
El Quartet de corda núm. 2, op. 56, va ser compost per Karol Szymanowski la tardor de 1927 per al concurs d'obres de cambra de The Musical Fund Society de Filadèlfia. El va dedicar al Dr Olgierd i Julia Sokołowski, uns amics de Zakopane. Es va estrenar el 14 de maig de 1929 pel Quartet Varsòvia a la sala de concerts del Conservatori de Varsòvia. El mateix any, el Quartet Kréttly va tocar l'obra a París.

## Moviments
Amb una durada de 18 minuts, consta de tres moviments:
- I. Moderato, dolce e tranquillo
- II. Vivace, scherzando
- III. Lento - Moderato

## Origen i context
El Segon Quartet de Szymanowski va ser compost deu anys després del Primer Quartet i es va presentar al concurs d'obres de cambra de The Musical Fund Society de Filadèlfia, però els dos guanyadors ex aequo van ser el Quartet núm. 3 de Bela Bartók i la Serenata per a cinc instruments d'Alfredo Casella.

## Anàlisi musical
El Segon Quartet de corda és considerat una de les obres més difícils de Szymanowski, ja que és molt exigent tant musicalment com tècnicament. S'estructura en tres moviments: una sonata-allegro modificada, un scherzo molt inspirat en la música popular polonesa i un final fugal, que també es basa en temes populars polonesos.